# Marikovská dolina
Marikovská dolina je údolí na severozápadním Slovensku, v okrese Považská Bystrica. Nachází se v Javorníkách, je dlouhé 21 km a probíhá ve směru SZ–JV.
Údolí vytvořil Marikovský potok, jehož údolí začíná pod hlavním hřebenem pohoří, na jižních svazích Malého Javorníku 1019,2 m n. m., postupně se rozšiřuje a do Považského podolí ústí u obce Udiča, na severním břehu vodní nádrže Nosice.
V údolí leží 5 obcí:
- Horná Mariková
- Dolná Mariková
- Hatné
- Kleština (v boční údolíčku potoka Radotiná)
- Udiča

Kromě nich je na svazích roztroušeno velké množství osad (kopanic), které náleží do Javornicko-kysucké oblasti rozptýleného osídlení a do její považskobystrické podoblasti.
Údolím prochází silnice III. třídy, která končí pod hřebenem Javorníků v osadě Ráztoka. Úsek údolí nad Dolní Marikovou je součástí CHKO Kysuce.